# Úhlejov
Úhlejov je obec v okrese Jičín v Královéhradeckém kraji. Žije v ní 137 obyvatel.

## Historie
První písemná zmínka o vesnici pochází z roku 1267.

## Obyvatelstvo
| Rok            | 1869 | 1880 | 1890 | 1900 | 1910 | 1921 | 1930 | 1950 | 1961 | 1970 | 1980 | 1991 | 2001 | 2011 | 2021 |
| -------------- | ---- | ---- | ---- | ---- | ---- | ---- | ---- | ---- | ---- | ---- | ---- | ---- | ---- | ---- | ---- |
| Počet obyvatel | 504  | 442  | 472  | 431  | 414  | 407  | 359  | 268  | 235  | 188  | 123  | 104  | 108  | 146  | 132  |
| Počet domů     | 77   | 77   | 80   | 80   | 81   | 80   | 84   | 87   | 66   | 58   | 45   | 75   | 86   | 85   | 81   |

## Obecní správa
Mezi lety 1850–1884 patřil Úhlejov jako osada obce k Třebihošti v okrese Hradec Králové (1850–1884). Od roku 1884 je obcí v okrese Hradec Králové (1884–1890), posléze v okrese Nová Paka (1900–1930), poté v okrese Hořice (1950) a později v okrese Jičín.

### Části obce
Obec má dvě části:
- Úhlejov (včetně základní sídelní jednotky Brodek)
- Chroustov

### Obecní symboly
Znak a vlajka byly obci uděleny rozhodnutím předsedkyně Poslanecké sněmovny Parlamentu České republiky dne 9. listopadu 2010.

## Pamětihodnosti
Jihovýchodně od vesnice se nachází pozůstatky hrádku Šluspárk ze třináctého století.